# 笠置駅
笠置駅（かさぎえき）は、京都府相楽郡笠置町大字笠置にある、西日本旅客鉄道（JR西日本）関西本線の駅である。
関西本線は関駅から当駅までの各駅が大阪支社亀山鉄道部の管轄となっていた（※同鉄道部の廃止後は近畿統括本部）。隣の加茂駅からは大阪支社直轄駅となる。事務管コードは▲620813。

## 歴史
- 1897年（明治30年）11月11日：関西鉄道の路線として、上野駅（現・伊賀上野駅） - 加茂駅間開通に伴い、一般駅として開業[3]。
- 1907年（明治40年）10月1日：関西鉄道が国有化[3]。官営鉄道の駅となる。
- 1909年（明治42年）10月12日：線路名称制定により、関西本線所属となる[5]。
- 1955年（昭和30年）3月29日：駅舎改築[6]。
- 1962年（昭和37年）10月1日：手小荷物取扱廃止[3][6]。
- 1987年（昭和62年）4月1日：国鉄分割民営化により、西日本旅客鉄道の駅となる[3]。
- 2017年（平成29年）
  - 4月：駅舎とその周辺の改修工事が完了し、駅前にロータリーが設置される。
  - 11月：駅舎内にコミュニティカフェとネイルサロンが開業[7][8]。
- 2021年（令和3年）
  - 3月13日：ICカード「ICOCA」の利用が可能となる[9]。
  - 7月1日：亀山鉄道部を廃止。乗務員区所はかめやま運転区に、車両基地は吹田総合車両所京都支所亀山派出所に、輸送指令は亀山指令所にそれぞれ改組。

## 駅構造
島式ホーム1面2線を持ち、列車交換が可能な地上駅である。駅舎とホームは跨線橋で連絡している。なお、かつては駅舎側に貨物用の路線が1線敷設されていた。
ホームの基礎は関西鉄道時代の石組み造りで、ホーム長は8両編成に対応する。跨線橋・駅本屋・待合室なども関西鉄道時代の様相を保っている。
当駅は簡易委託駅で窓口が設置されている。なお、改札外には自動券売機とストリートピアノが、駅前には公衆トイレがある。駅構内及びその付近には桜が多く植樹されている。

### のりば
| のりば | 路線     | 方向 | 行先           |
| ------ | -------- | ---- | -------------- |
| 1      | 関西本線 | 下り | 加茂・奈良方面 |
| 2      | 関西本線 | 上り | 柘植・亀山方面 |

付記事項
- 運転取り扱い上は上記の番号とは逆転し、1番のりばが「2番線」、2番のりばが「1番線」となっている。なお、上下線とも両方向へ入線・発車をすることはできるが、上記の方向から発着することを基本としている[注釈 2]。
- かつては当駅発着の列車も設定されていたが、現在はイベント開催時[注釈 3]または非常時しか設定されない[注釈 4]。

※当駅発着で木津・奈良方面へ向かう列車は国鉄分割民営化（1987年4月1日）の時点で柘植駅発着に延長していた。その後、伊賀上野駅発着への短縮を経て、木津・奈良方面の発着駅が「加茂」に統一された。なお、行楽期は準急（のち急行）「かすが」の臨時停車や「笠置ホリデー」の運転を行ったことがある。

## 利用状況
JR西日本の移動等円滑化取組報告書によれば、2023年度の1日当たりの利用者数は246人。「京都府統計書」によると、1日平均乗車人員は以下の通りである。なお、原データは年の人員を千人単位で計上しており、これを年の日数で除しているものである。
| 年     | 一日平均 乗車人員 |
| ------ | ----------------- |
| 1999年 | 468               |
| 2000年 | 449               |
| 2001年 | 408               |
| 2002年 | 411               |
| 2003年 | 386               |
| 2004年 | 351               |
| 2005年 | 342               |
| 2006年 | 337               |
| 2007年 | 332               |
| 2008年 | 326               |
| 2009年 | 315               |
| 2010年 | 310               |
| 2011年 | 320               |
| 2012年 | 296               |
| 2013年 | 285               |
| 2014年 | 268               |
| 2015年 | 257               |
| 2016年 | 233               |
| 2017年 | 219               |
| 2018年 | 200               |
| 2019年 | 186               |
| 2020年 | 134               |
| 2021年 | 126               |
| 2022年 | 126               |

## 駅周辺

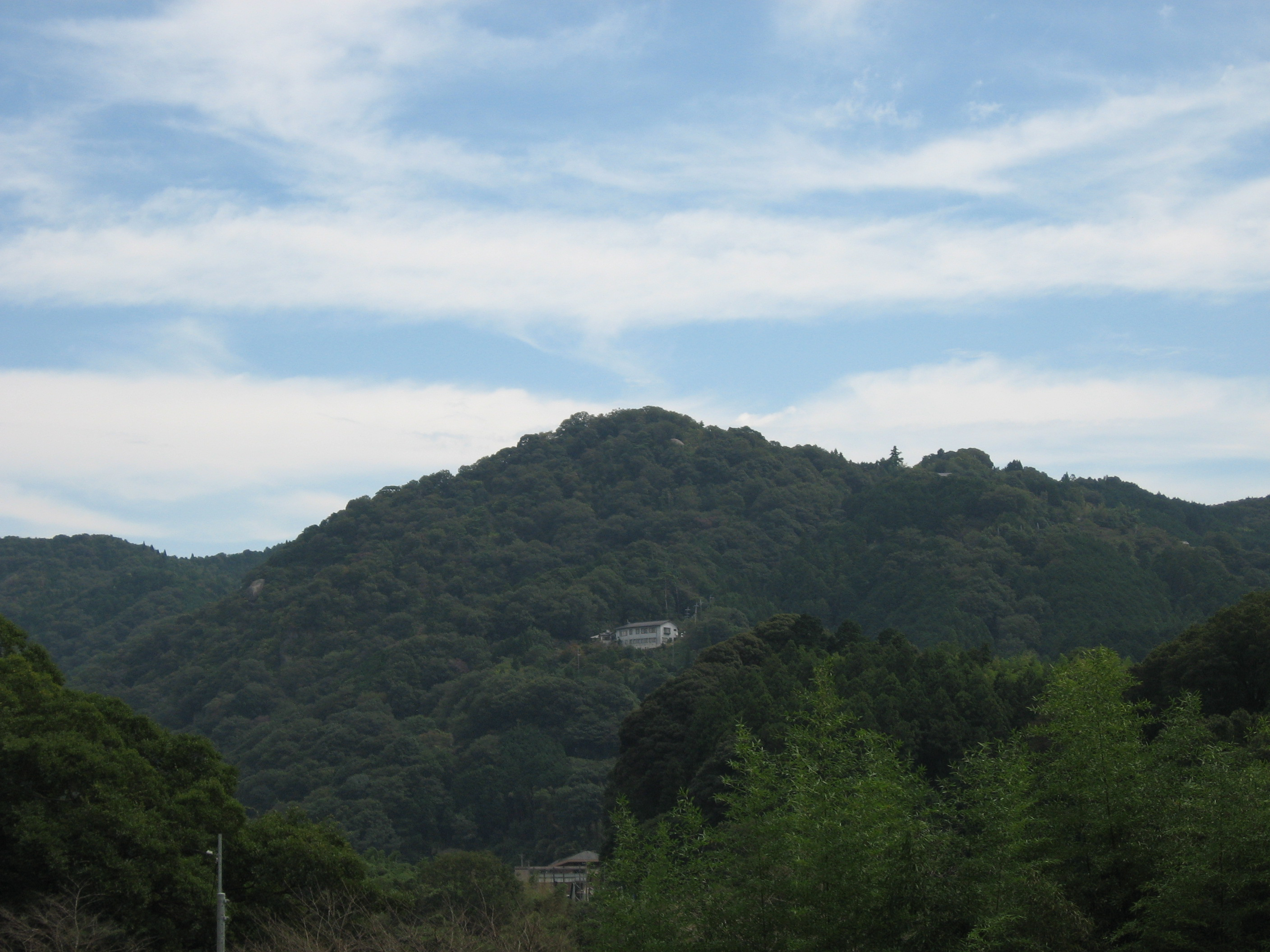
笠置山

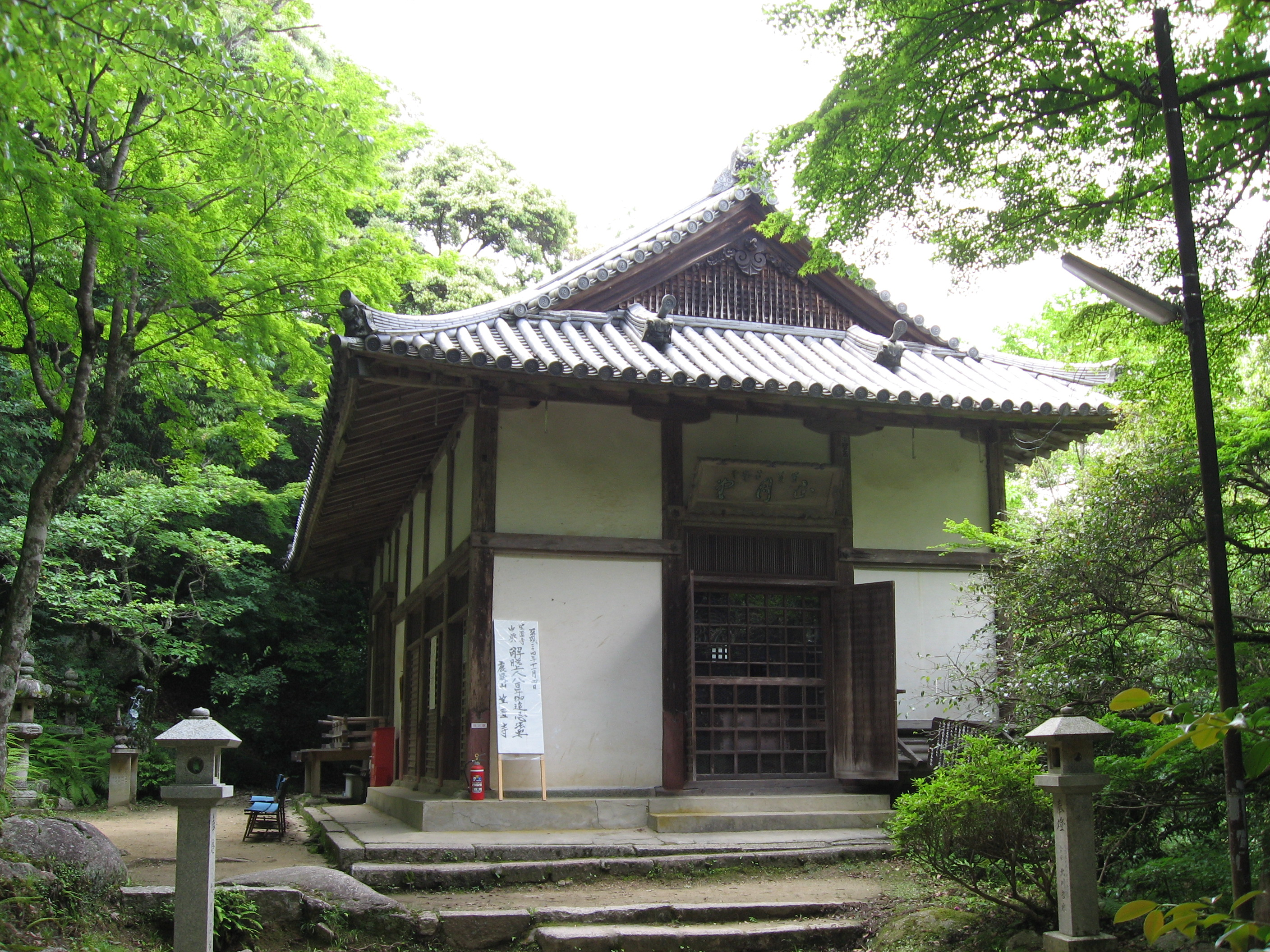
笠置寺 正月堂（本尊弥勒磨崖仏の礼堂）

当駅は木津川を挟んで南岸を関西本線が、北岸を国道163号が並行する区間内にあり、周囲は山に囲まれている。駅東側には南北間を結ぶ橋として笠置大橋が架けられている。笠置はかつて温泉の町として栄え、木津川の両岸に温泉旅館が建っていた。
駅から南へ少し離れた所に奈良県との府県境があり、京都府道・奈良県道4号笠置山添線を通ると柳生地区に、京都府道・奈良県道33号線を通ると広岡地区に至る。
- 笠置町役場
- 笠置産業振興会館
  - 笠置町図書室
- 笠置郵便局
- 木津警察署笠置駐在所
- 天然わかさぎ温泉 笠置いこいの館（2019年以降休止状態）
- 笠置キャンプ場[14]
- こうもり博物館[15] - 南へ少し離れた所に奈良交通「広岡」停留所がある。
- 相楽東部広域連合立笠置小学校
- 栗栖天満宮
- 三神宮
- 笠置山
  - 笠置寺
    - 後醍醐天皇行在所跡
    - 弥勒磨崖仏

  - 椿本護王宮・春日明神社
  - 京都府立笠置山自然公園
- 国道163号
- 京都府道・奈良県道4号笠置山添線
- 奈良県道・京都府道33号奈良笠置線
- 京都府道325号笠置公園線
- 木津川
- 白砂川
- 打滝川

## バス路線
駅前ロータリーに相楽東部広域バス「笠置駅」停留所があり、月ヶ瀬口駅・加茂駅の各方面へ向かう路線が発着する（※年末年始（12月29日 - 翌年1月3日）は全便運休）。
以前は奈良交通によって柳生方面や近鉄奈良駅・JR奈良駅へ向かう路線バスが運行されていたが、柳生方面は路線そのものが廃止された。なお、近鉄奈良駅・JR奈良駅方面は区間短縮により［笠置駅 - 広岡］間が廃止となった。

## 隣の駅
西日本旅客鉄道（JR西日本）
 関西本線
大河原駅 - 笠置駅 - 加茂駅（JR-Q39）